# Карвер, Джордж Вашингтон
Джордж Вашингтон Карвер (англ. George Washington Carver, ок. 1865 — 5 января 1943) — американский ботаник, миколог, химик, педагог, учитель и проповедник.

## Биография
Джордж Вашингтон Карвер родился в 1864 году или весной 1865 года в рабстве. Его отец, раб с соседней фермы, погиб в результате несчастного случая ещё до рождения сына. Мать, сестру и его самого похитили разбойники и продали в Кентукки. Его первому хозяину, Мозесу Карверу, удалось вернуть только младенца Джорджа, которого он воспитал как собственного сына. Благодаря своему умению ухаживать за саженцами Джордж уже в раннем возрасте приобрел славу «доктора растений».
Карвер сыграл роль в разработке новых видов использования южных сельскохозяйственных культур, таких как арахис, бататы и соевые бобы. Кроме того, он обучал бедных южных фермеров методам севооборота и улучшения почвы. Карвер стал известен как Peanut Man.
В 1896 году Букер Вашингтон (1856—1915), видный просветитель и борец за просвещение чернокожих в США, пригласил Карвера возглавить сельскохозяйственное отделение Института Таскиги, где тот преподавал там на протяжении 47 лет вплоть до своей смерти. В 1915—1926 годах занимался интенсивным экспериментированием с посевами различных культур. Так, жителям города штата Алабама, умиравшим от голода (сначала хлопчатник истощил их почвы, а затем сам пострадал от нашествия долгоносика), он предложил выращивать вместо хлопка арахис, разработав 105 рецептов на его основе. Он изобрёл не меньше способов переработки батата, включая муку, сахар, крахмал, конфеты, краску, чернила и некоторые строительные материалы.
Считается, что Джордж Вашингтон Карвер стал доказательством того, что Америка была страной возможностей для всех людей.
Карвер умер 5 января 1943 года.

## Научная деятельность
Джордж Вашингтон Карвер специализировался по микологии.

## В культуре
- Джорджу Вашингтону Карверу посвящён эпизод в мультипликационном сериале Американский Папаша (2 сезон, 13 серия) как изобретателю «более 300 способов использования арахиса… кроме арахисового масла».
- Упоминается в сериале «Прослушка» (3 сезон 3 серия) когда детектив Банк Морлэнд говорит, что он не Карвер, чтобы систематизировать прозвища преступников.
- Упоминание в сериале «Теория Большого взрыва» (8 сезон 10 серия) когда Шелдон показывает запись, где он сыграл роль Джорджа Вашингтона Картера для своего интернет-шоу, Левару Бертону.

## Память

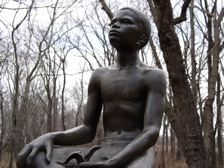
Фрагмент монумента Джорджу Карверу

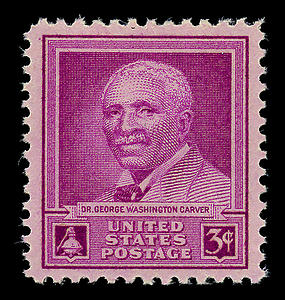
Почтовая марка США

- 14 июля 1943 года Джорджу Вашингтону Карверу был открыт Национальный монумент, который стал первым национальным памятником, посвящённым не президенту и к тому же чернокожему американцу.
- В 1948 году в США в его честь была выпущена почтовая марка.
- В 1970 году Международный астрономический союз присвоил имя Джорджа Вашингтона Карвера кратеру на обратной стороне Луны.